# John Wick: Chapter 4
John Wick: Chapter 4 är en amerikansk action-thrillerfilm från 2023. Filmen är regisserad av Chad Stahelski, med manus skrivet av Shay Hatten och Michael Finch. Det är uppföljaren till John Wick: Chapter 3 – Parabellum från 2019 och den fjärde filmen i John Wick-filmserien.
Filmen hade biopremiär i Sverige den 22 mars 2023, utgiven av Nordisk Film. Premiären var tidigare planerad till i maj 2021, men blev uppskjuten på grund av Covid-19-pandemin.

## Handling
John Wick upptäcker en väg till att kunna besegra "the High Table". Men innan han kan förtjäna sin frihet måste Wick möta en ny fiende med mäktiga allianser över hela världen och krafter som förvandlar gamla vänner till fiender.

## Rollista (i urval)
- Keanu Reeves – Jonathan "John" Wick / Jardani Jovonovich
- Donnie Yen – Caine
- Bill Skarsgård – The Marquis de Gramont[9]
- Laurence Fishburne – The Bowery King
- Hiroyuki Sanada – Shimazu
- Shamier Anderson – Tracker
- Lance Reddick – Charon
- Rina Sawayama – Akira
- Scott Adkins – Killa
- Ian McShane – Winston Scott